# Yngve Hofvander
Nils Yngve Hofvander, född 4 september 1928, död 26 april 2023 i Uppsala, var en svensk pediatriker, professor och tidigare chef för internationell barnhälsovård vid institutionen för kvinnors och barns hälsa, Uppsala universitet.
Hofvander arbetade som barnläkare vid Ethio-Swedish Pediatric Clinic (ESPC) vid Haile Selassie I University i Addis Abeba 1958–1962, och 1965–1967 som director för Ethiopian Nutrition Institute (ENI), grundat 1962.